# Salvatore Sirigu
Salvatore Sirigu (phát âm tiếng Ý: [salvaˈtore ˈsiriɡu]; sinh ngày 12 tháng 1 năm 1987 ) là cầu thủ bóng đá Ý đang chơi vị trí thủ môn ở Serie A cho câu lạc bộ Napoli và đội tuyển bóng đá quốc gia Ý. Ở trận đấu đầu tiên của Ý tại World Cup 2014, anh đã đóng thế xuất sắc vị trí mà đội trưởng Gianluigi Buffon để lại do chấn thương.

## Thống kê sự nghiệp

### Câu lạc bộ
(Tính đến ngày 3 tháng 4 năm 2021)
| Câu lạc bộ          | Mùa giải            | Giải đấu | Giải đấu | Cúp quốc gia | Cúp quốc gia | League Cup | League Cup | Châu Âu | Châu Âu | Khác | Khác | Tổng cộng | Tổng cộng |
| Câu lạc bộ          | Mùa giải            | Trận     | Bàn      | Trận         | Bàn          | Trận       | Bàn        | Trận    | Bàn     | Trận | Bàn  | Trận      | Bàn       |
| ------------------- | ------------------- | -------- | -------- | ------------ | ------------ | ---------- | ---------- | ------- | ------- | ---- | ---- | --------- | --------- |
| Palermo             | 2006–07             | 0        | 0        | 1            | 0            | –          | –          | 1       | 0       | –    | –    | 2         | 0         |
| Cremonese (mượn)    | 2007–08             | 22       | 0        | 2            | 0            | –          | –          | –       | –       | –    | –    | 24        | 0         |
| Ancona (mượn)       | 2008–09             | 15       | 0        | 0            | 0            | –          | –          | –       | –       | –    | –    | 15        | 0         |
| Palermo             | 2009–10             | 32       | 0        | 1            | 0            | –          | –          | –       | –       | –    | –    | 33        | 0         |
| Palermo             | 2010–11             | 37       | 0        | 5            | 0            | –          | –          | 3       | 0       | –    | –    | 45        | 0         |
| Palermo             | Tổng cộng           | 69       | 0        | 7            | 0            | –          | –          | 4       | 0       | –    | –    | 80        | 0         |
| Paris Saint-Germain | 2011–12             | 38       | 0        | 2            | 0            | 0          | 0          | 1       | 0       | –    | –    | 41        | 0         |
| Paris Saint-Germain | 2012–13             | 33       | 0        | 0            | 0            | 0          | 0          | 10      | 0       | –    | –    | 43        | 0         |
| Paris Saint-Germain | 2013–14             | 37       | 0        | 0            | 0            | 1          | 0          | 10      | 0       | –    | –    | 49        | 0         |
| Paris Saint-Germain | 2014–15             | 34       | 0        | 0            | 0            | 0          | 0          | 10      | 0       | 1    | 0    | 45        | 0         |
| Paris Saint-Germain | 2015–16             | 3        | 0        | 6            | 0            | 3          | 0          | 0       | 0       | 0    | 0    | 12        | 0         |
| Tổng cộng           | Tổng cộng           | 145      | 0        | 8            | 0            | 4          | 0          | 31      | 0       | 2    | 0    | 190       | 0         |
| Sevilla (mượn)      | 2016–17             | 2        | 0        | 1            | 0            | –          | –          | 0       | 0       | 0    | 0    | 3         | 0         |
| Osasuna (mượn)      | 2016–17             | 18       | 0        | 0            | 0            | –          | –          | –       | –       | –    | –    | 18        | 0         |
| Torino              | 2017–18             | 37       | 0        | 1            | 0            | –          | –          | –       | –       | –    | –    | 38        | 0         |
| Torino              | 2018–19             | 36       | 0        | 2            | 0            | –          | –          | –       | –       | –    | –    | 38        | 0         |
| Torino              | 2019–20             | 36       | 0        | 2            | 0            | –          | –          | 6       | 0       | –    | –    | 44        | 0         |
| Torino              | 2020–21]            | 26       | 0        | 0            | 0            | –          | –          | –       | –       | –    | –    | 26        | 0         |
| Torino              | Tổng cộng           | 135      | 0        | 5            | 0            | –          | –          | 6       | 0       | –    | –    | 146       | 0         |
| Tổng cộng sự nghiệp | Tổng cộng sự nghiệp | 406      | 0        | 23           | 0            | 4          | 0          | 41      | 0       | 2    | 0    | 476       | 0         |

### Đội tuyển quốc gia
Tính đến ngày 8 tháng 9 năm 2021.
| Ý         | Ý    | Ý   |
| Năm       | Trận | Bàn |
| --------- | ---- | --- |
| 2010      | 2    | 0   |
| 2012      | 2    | 0   |
| 2013      | 3    | 0   |
| 2014      | 4    | 0   |
| 2015      | 4    | 0   |
| 2016      | 2    | 0   |
| 2018      | 2    | 0   |
| 2019      | 5    | 0   |
| 2020      | 2    | 0   |
| 2021      | 2    | 0   |
| Tổng cộng | 28   | 0   |